# Șinca Nouă
Șinca Nouă é uma comuna romena localizada no distrito de Brașov, na região histórica da Transilvânia. A comuna possui uma área de 86.95 km² e sua população era de 1677 habitantes segundo o censo de 2007.